# Lecanora ryanii
Lecanora ryanii är en lavart som beskrevs av T. H. Nash & Lumbsch. Lecanora ryanii ingår i släktet Lecanora och familjen Lecanoraceae.   Inga underarter finns listade i Catalogue of Life.